# Kolybel'naja dlja mužčin
Kolybel'naja dlja mužčin (Колыбельная для мужчин) è un film del 1976 diretto da Ivan Vladimirovič Lukinskij e Vladimir Zlatoustovskij.

## Trama
Come molte donne del dopoguerra, Claudia ha cresciuto suo figlio da sola. Erano amici fedeli e alleati contro tutte le avversità. Una volta in questa casa apparve una ragazza bella e spensierata. La madre ha cercato di non interferire con la felicità di suo figlio. Ma accadde una disgrazia: una ferita in prima linea si fece sentire - e la donna divenne cieca.